# Peter Feigl
Peter Feigl (Vienna, 30 novembre 1951) è un ex tennista austriaco.

## Carriera
In carriera ha vinto quattro tornei nel singolare e uno nel doppio. Nel 1978 ha vinto l'ATP Cleveland battendo Van Winitsky. Nel 1979 ha conquistato l'ATP Linz sconfiggendo il connazionale Hans Kary e sempre nel 1979 ha vinto il Cairo Open battendo Carlos Kirmayr. Nel 1980 ha vinto il Lagos Open battendo in finale Harry Fritz. Sempre nel 1980 ha vinto l'Heineken Open, in coppia con Rod Frawley, sconfiggendo John Sadri e Tim Wilkison.
In Coppa Davis ha disputato 37 partite, vincendone 19 e perdendone 18.

## Statistiche

### Singolare

#### Vittorie (4)
| Numero | Anno | Torneo                   | Superficie  | Avversario in finale | Punteggio     |
| 1.     | 1978 | ATP Cleveland, Cleveland | Cemento     | Van Winitsky         | 4-6, 6-3, 6-3 |
| 2.     | 1979 | ATP Linz, Linz           | Cemento     | Hans Kary            | 6-3, 6-4, 7-6 |
| 3.     | 1979 | Cairo Open, Il Cairo     | Terra rossa | Carlos Kirmayr       | 7-5, 3-6, 6-1 |
| 4.     | 1980 | Lagos Open, Lagos        | Terra rossa | Harry Fritz          | 6-2, 6-3, 6-2 |

## Statistiche

### Doppio

#### Vittorie (1)
| Numero | Anno | Torneo                  | Superficie | Compagno    | Avversari in finale     | Punteggio |
| 1.     | 1980 | Heineken Open, Auckland | Cemento    | Rod Frawley | John Sadri Tim Wilkison | 6-2, 7-5  |